# Gewone zwemkrab
De gewone zwemkrab (Liocarcinus holsatus) is een krab uit de familie Polybiidae (zwemkrabben), die zeer algemeen voorkomt langs de Nederlandse en Belgische kust. Het is samen met de strandkrab de meest algemene krab van het Belgisch-Nederlands faunagebied.

## Anatomie
De carapaxbreedte van de gewone zwemkrab bedraagt tot 57 mm. De rugzijde van de carapax heeft een zeer fijnkorrelige structuur waardoor ze glad lijkt. L. holsatus heeft een vrij variabele kleur, gaande van blauwgrijs over grijsbruin naar roestbruin. De voorste rand van het rugschild bezit drie tanden. Het laatste segment van de vijfde pereopode is sterk afgeplat, zoals bij alle zwemkrabben.

## Verspreiding en ecologie
L. holsatus komt voor op bodems van goedgesorteerd zand, vanaf de getijdenzone tot op 100 m diepte, soms tot 400 m. Het is een Oost-Atlantische soort die gevonden wordt van IJsland en Noord-Noorwegen tot aan de zuidkust van Portugal en de Canarische Eilanden.
Gewone zwemkrabben zijn snel en agressief, en het zijn uitgesproken carnivoren. Ze eten voornamelijk kleine kreeftachtigen, borstelwormen en stekelhuidigen. Ook schelpdieren worden gegeten.